# Laguna Nisguaya
O Laguna Nisguaya é um lago da Guatemala, cuja localização se encontra dentro das coordenadas de 13° 54′ N 90° 11′ W. Esta laguna ocupa uma área de 0.56 km2 e apresenta uma profundidade máxima de 2 metros. Encontra-se a 30 metros de altitude relativamente ao nível do mar, no departamente de Jutiapa, município de Pasaco.